# Groupe de NGC 5962
Le groupe de NGC 5962 comprend au moins cinq galaxies situées dans la constellation du Serpent. La distance moyenne entre ce groupe et la Voie lactée est d'environ 29,6 Mpc (∼96,5 millions d'al). 

## Membres
Le tableau ci-dessous liste les cinq galaxies du groupe indiquées dans l'article de A.M. Garcia paru en 1993.
Abraham Mahtessian mentionne aussi un trio de galaxies formé de NGC 5951, NGC 5953 et NGC 5954.
| Nom      | Class.         | Type                        | α (J2000.0)   | δ (J2000.0) | Vitesse radiale (km/s) | m                    | Distance (Mpc) | Diamètre (kal) |
| -------- | -------------- | --------------------------- | ------------- | ----------- | ---------------------- | -------------------- | -------------- | -------------- |
| NGC 5951 | SBc?           | Spirale barrée              | 15h 33m 43.0s | 15° 00′ 26″ | 1780 ± 1               | 12,7                 | 28,3 ± 2,0     | 95             |
| NGC 5953 | SAa? pec1      | Spirale                     | 15h 34m 32.4s | 15° 11′ 38″ | 1965 ± 6               | 12,3                 | 31,0 ± 2,2     | 49             |
| NGC 5954 | SAB(rs)cd? pec | Spirale intermédiaire       | 15h 34m 35.0s | 15° 12′ 00″ | 1959 ± 3               | 12,2                 | 30,9 ± 2,2     | 38             |
| NGC 5962 | SA(r)c         | Spirale                     | 15h 36m 31.7s | 16° 36′ 28″ | 1958 ± 1               | 11,3                 | 30,8 ± 2,2     | 88             |
| UGC 9902 | SBdm?          | Spirale barrée magellanique | 15h 34m 33.2s | 15° 08′ 00″ | 1692 ± 2               | 21,598 ± 0,081 asing | 27,0 ± 1,9     | 32             |

Le site DeepskyLog permet de trouver aisément les constellations des galaxies mentionnées dans ce tableau ou si elles ne s'y trouvent pas, l'outil du site constellation permet de le faire à l'aide des coordonnées de la galaxie. Sauf indication contraire, les données proviennent du site NASA/IPAC. 